# Sabatia grandiflora
Sabatia grandiflora är en gentianaväxtart som först beskrevs av Samuel Frederick Gray, och fick sitt nu gällande namn av John Kunkel Small. Sabatia grandiflora ingår i släktet Sabatia och familjen gentianaväxter. Inga underarter finns listade i Catalogue of Life.